# De Nios Vinterpris
De Nios Vinterpris (wcześniej Gunvor Anérs pris) – szwedzka nagroda literacka przyznawana przez szwedzkie Towarzystwo Dziewięciu, ufundowane testamentem szwedzkiej pisarki Lotten von Kræmer.

## Nagroda
Nagroda została przyznana po raz pierwszy w 1976 roku. Wysokość nagrody wynosi od 10 000 do 100 000 koron szwedzkich.
Nagroda jest zawsze nadawana bez podania przez Towarzystwo Dziewięciu kryteriów i uzasadnienia.

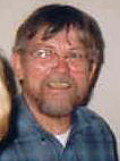
Bengt Pohjanen

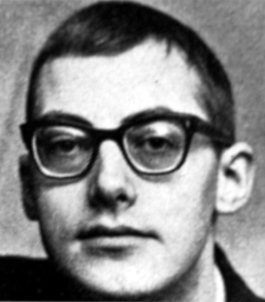
Björn Håkanson

## Laureaci Nagrody
Od 1976 roku laureatami nagrody zostali:
- 1976 – Anna Rydstedt(inne języki)[3] (10 000 koron szwedzkich)
- 1977 – Maj-Britt Eriksson(inne języki) (10 000 koron)
- 1978 – Britt G. Hallqvist(inne języki)[3] (10 000 koron)
- 1980 – Karl Rune Nordkvist(inne języki), Per Agne Erkelius(inne języki) (po 10 000 koron)
- 1981 – Per Erik Wahlund(inne języki) (10 000 koron)
- 1982 – Gunnar Adolfsson(inne języki) (10 000 koron)
- 1983 – Birger Norman(inne języki) (10 000 koron)
- 1984 – Sven Rosendahl(inne języki) (10 000 koron)
- 1985 – Kerstin Strandberg(inne języki) (10 000 koron)
- 1989 – Lennart Hagerfors(inne języki) (10 000 koron)
- 1990 – Per Agne Erkelius(inne języki) (10 000 koron)
- 1991 – Siv Arb(inne języki)[3] (25 000 koron)
- 1992 – Carl-Erik af Geijerstam(inne języki), Björner Torsson(inne języki) oraz Björn Håkanson(inne języki) (po 25 000 koron)
- 1993 – Eva Ström(inne języki) (25 000 koron)
- 1994 – Gunnar D. Hansson(inne języki), Lars Lundkvist(inne języki) oraz Jesper Svenbro (po 25 000 koron)
- 1995 – Ole Söderström(inne języki), Claes Hylinger(inne języki) oraz Bruno K Öijer(inne języki) (po 30 000 koron)
- 1996 – Mare Kandre(inne języki)[3], Birgitta Lillpers oraz Jacques Werup(inne języki) (po 30 000 koron)
- 1997 – Margareta Ekström, Rolf Aggestam(inne języki), Margareta Garpe, Ola Larsmo(inne języki) oraz Marie Lundquist (po 30 000 koron)
- 1998 – Arne Johnsson(inne języki), Peter Kihlgård(inne języki) (po 30 000 koron)
- 1999 – Per Helge(inne języki), Märta Tikkanen, Bengt Söderbergh(inne języki) oraz Bengt Berg(inne języki) (po 40 000 koron)
- 2000 – Bernt Erikson(inne języki), Aris Fioretos(inne języki), Ingrid Kallenbäck(inne języki), Petter Lindgren(inne języki), Lars Mikael Raattamaa(inne języki) oraz Åke Smedberg (po 30 000 koron)
- 2001 – Kjell Westö, Gunnel Ahlin(inne języki)[3], Kristian Lundberg(inne języki) oraz Arne Törnqvist(inne języki) (po 30 000 koron)
- 2003 – Gabriela Melinescu(inne języki), Thomas Tidholm(inne języki) (po 40 000 koron)
- 2004 – Heidi von Born(inne języki), Magnus Hedlund(inne języki) oraz Carl-Johan Malmberg(inne języki) (po 40 000 koron)
- 2005 – Anne-Marie Berglund(inne języki), Cecilia Davidsson(inne języki), Ulf Peter Hallberg(inne języki), Anders Paulrud(inne języki) oraz Fredrik Sjöberg(inne języki) (po 40 000 koron)
- 2006 – Eva Mattsson(inne języki), Olle Thörnvall(inne języki) (po 40 000 koron)
- 2008 – Kristoffer Leandoer(inne języki), Cilla Naumann(inne języki), Bengt Pohjanen oraz Carina Rydberg(inne języki) (po 50 000 koron)
- 2009 – Christine Falkenland(inne języki), Ellen Mattson (po 50 000 koron)
- 2010 – Eva Adolfsson[3], Håkan Sandell(inne języki) (po 75 000 koron)
- 2011 – Magnus Dahlström(inne języki), Magnus Florin(inne języki), Oline Stig(inne języki) oraz Sara Stridsberg (po 75 000 koron)
- 2012 – Anna Hallberg, Björn Runeborg(inne języki) (po 75 000 koron)
- 2013 – Blå Tåget(inne języki) (Tore Berger, Leif Nylén(inne języki), Torkel Rasmusson(inne języki)), Rose Lagercrantz oraz Vibeke Olsson(inne języki) (po 75 000 koron)
- 2014 – Johannes Anyuru(inne języki)[4] (75 000 koron)
- 2015 – Peter Cornell(inne języki), Anna-Karin Palm(inne języki) oraz Jerker Virdborg[4] (po 75 000 koron)
- 2016 – Jonas Brun(inne języki), Helena Granström(inne języki) oraz Aino Trosell(inne języki)[4] (po 75 000 koron)
- 2017 – Catharina Gripenberg(inne języki), Kerstin Norborg(inne języki) oraz Elisabeth Rynell(inne języki)[4][5] (po 100 000 koron)
- 2018 – Lotta Olsson, Jenny Tunedal(inne języki)[4] (po 100 000 koron)
- 2019 – Ralf Andtbacka(inne języki), Elise Karlsson, Monica Lauritzen(inne języki), Jörgen Lind(inne języki), Andrea Lundgren(inne języki) oraz Ingela Strandberg[4] (po 100 000 koron)
- 2020 – Håkan Anderson(inne języki), Josefin Holmström(inne języki) oraz Sven Olov Karlsson(inne języki)[4] (po 100 000 koron)